# 格雷靈特設鎮區 (密歇根州)
格雷靈特設鎮區（英語：Grayling Charter Township）是位於美國密歇根州克勞福德縣的一個特設鎮區。

## 地方資料
格雷靈特設鎮區的面積為452.60平方千米，當中陸地面積為442.20平方千米，而水域面積為10.40平方千米。根據2020年美國人口普查的數據，當地共有人口5642人，而人口密度為每平方千米12.47人。